# Grandes Chilenos de Nuestra Historia
Grandes Chilenos de Nuestra Historia, kortweg Grandes Chilenos genoemd, was een Chileens televisieprogramma gemaakt en uitgezonden door de Chileense openbare omroep Televisión Nacional de Chile in 2008. Het was gebaseerd op 100 Greatest Britons van de BBC. Voormalig president Salvador Allende werd verkozen als de "Grootste Chileen".

## Top 10
1. Salvador Allende (1908-1973), 38,81 procent van de stemmen, socialistisch president.
2. Arturo Prat (1848-1879), oorlogsheld, 38,44 procent.
3. Alberto Hurtado (1901-1952), 7,97 procent, een priester en jezuïet die in 2005 door paus Benedictus XVI werd heilig verklaard.
4. Víctor Jara (1932-1973), volkszanger.
5. Manuel Rodríguez (1785-1818), generaal.
6. José Miguel Carrera (1785-1821), generaal.
7. Lautaro (1535–1557), Mapuche-strijder.
8. Gabriela Mistral (1889-1957), Nobelprijs voor literatuur.
9. Pablo Neruda (1904-1973), Nobelprijs voor literatuur.
10. Violeta Parra (1917-1967), singer-songwriter.